# Iryna Shymanovich
Iryna Shymanovich, née le 30 juin 1997 à Minsk, est une joueuse de tennis biélorusse professionnelle.

## Carrière
En mai 2023, elle remporte son premier titre en double en catégorie WTA 250 lors du tournoi de Bogota associée à sa partenaire russe Irina Khromacheva. Puis, entre 2024 et 2025, elle remporte 5 tournois WTA 125.

## Palmarès

### Titre en double dames
| No | Date       | Nom et lieu du tournoi                       | Catégorie | Dotation  | Surface      | Partenaire        | Finalistes                          | Score            |          |
| -- | ---------- | -------------------------------------------- | --------- | --------- | ------------ | ----------------- | ----------------------------------- | ---------------- | -------- |
| 1  | 03-04-2023 | Copa Colsanitas presentado por Zurich Bogota | WTA 250   | 259 303 $ | Terre (ext.) | Irina Khromacheva | Oksana Kalashnikova Katarzyna Piter | 6-1, 3-6, [10-6] | Parcours |

### Finale en double dames
Aucune.

### Titres en double en WTA 125
| No | Date       | Nom et lieu du tournoi                      | Catégorie | Dotation  | Surface      | Partenaire          | Finalistes                           | Score            |          |
| -- | ---------- | ------------------------------------------- | --------- | --------- | ------------ | ------------------- | ------------------------------------ | ---------------- | -------- |
| 1  | 19-02-2024 | Vallarta Open Puerto Vallarta               | WTA 125   | 115 000 $ | Dur (ext.)   | Renata Zarazúa      | Angelica Moratelli Camilla Rosatello | 6-2, 7-61        | Parcours |
| 2  | 04-06-2024 | Makarska Open Makarska                      | WTA 125   | 115 000 $ | Terre (ext.) | Sabrina Santamaria  | Nao Hibino Oksana Kalashnikova       | 6-4, 3-6, [10-6] | Parcours |
| 3  | 08-07-2024 | Grand Est Open 88 Contrexéville             | WTA 125   | 115 000 $ | Terre (ext.) | Oksana Kalashnikova | Wu Fang-hsien Zhang Shuai            | 5-7, 6-3, [10-7] | Parcours |
| 4  | 02-06-2025 | Open delle Puglie Bari                      | WTA 125   | 115 000 $ | Terre (ext.) | Maria Kozyreva      | Quinn Gleason Ingrid Gamarra Martins | 3-6, 6-4, [10-7] | Parcours |
| 5  | 09-06-2025 | BBVA Open Internacional de Valencia Valence | WTA 125   | 115 000 $ | Terre (ext.) | Maria Kozyreva      | Y. Cavallé Reimers A. Fita Boluda    | 6-3, 6-4         | Parcours |

## Parcours en Grand Chelem

### En simple dames
| Année | Open d'Australie | Open d'Australie | Internationaux de France | Internationaux de France | Wimbledon | Wimbledon         | US Open | US Open           |
| ----- | ---------------- | ---------------- | ------------------------ | ------------------------ | --------- | ----------------- | ------- | ----------------- |
| 2023  | —                | —                | 2e tour (1/32)           | Aryna Sabalenka          | Q1        | Rebecca Šramková  | Q2      | Tatiana Prozorova |
| 2024  | Q1               | Olga Danilović   | Q1                       | Linda Fruhvirtová        | Q1        | Kayla Day         | Q2      | Maya Joint        |
| 2025  | —                | —                | Q1                       | Maddison Inglis          | Q2        | Darja Semeņistaja |         |                   |

N.B. : à droite du résultat se trouve le nom de l'ultime adversaire.

### En double dames
| 2023 | —                                                                               | — | 2e tour (1/16) I. Gamarra Martins \|\| style="text-align:left;" \| S. Hunter E. Mertens | 1/4 de finale O. Kalashnikova \|\| style="text-align:left;" \| C. Dolehide Zhang S. | 1er tour (1/32) O. Kalashnikova \|\| style="text-align:left;" \| D. Krawczyk D. Schuurs |  |
| 2024 | 2e tour (1/16) E. Avanesyan \|\| style="text-align:left;" \| C. Bucșa A. Panova | — | —                                                                                       | 2e tour (1/16) A. Dețiuc \|\| style="text-align:left;" \| I. Khromacheva F. Stollár |                                                                                         |  |

N.B. : le nom de la partenaire se trouve sous le résultat ; le nom des ultimes adversaires se trouve à droite.

## Parcours en WTA 1000
Les WTA 1000 (à partir de 2021) constituent les catégories d'épreuves les plus prestigieuses, après les quatre levées du Grand Chelem.

### En simple dames
| Année |       |                |       |        |      |        |            |       |             |       |  |                              |
| Doha  | Dubaï | Indian Wells   | Miami | Madrid | Rome | Canada | Cincinnati | Pékin |             | Wuhan |  |                              |
| Doha  | Dubaï | Indian Wells   | Miami | Madrid | Rome | Canada | Cincinnati | Pékin | Guadalajara |       |  |                              |
| Doha  | Dubaï | Indian Wells   | Miami | Madrid | Rome | Canada | Cincinnati | Pékin |             |       |  |                              |
| 2023  |       | Hors catégorie |       |        |      |        |            |       |             |       |  | 1er tour (1/32) Storm Hunter |

Sous le résultat, l’ultime adversaire.
1. 1 2   Les tournois de Doha et Dubaï alternent le statut de tournoi WTA 1000 (ex Premier 5) entre 2009 et 2023 : les trois premières éditions ont lieu à Dubaï, les trois suivantes à Doha, puis Dubaï accueille le tournoi de cette catégorie les années impaires et Dubaï les années paires. De 2011 à 2023, la ville qui n’accueille pas de WTA 1000 organise à la place un tournoi WTA 500 (ex Premier).
2. 1 2 3 4 5 6 7   L’ordre de déroulement des tournois a évolué depuis 2009 : Rome se dispute avant Madrid et Cincinnati avant Montréal/Toronto jusqu’en 2010, tandis que Tokyo/Wuhan/Guadalajara ont lieu avant Pékin jusqu’en 2023.

## Classements WTA en fin de saison
| Année          | 2013 | 2014 | 2015 | 2016 | 2017 | 2018 | 2019 | 2020 | 2021 | 2022 | 2023 | 2024 |
| Rang en simple | 919  | 384  | 534  | 525  | 578  | 493  | 417  | 419  | 263  | 330  | 164  | 250  |
| Rang en double | 845  | 949  | 468  | 536  | 626  | 504  | 356  | 459  | 306  | 384  | 68   | 100  |

Source : (en) Classements de Iryna Shymanovich sur le site officiel de la Fédération internationale de tennis